# Anthony McGill (músico)
Anthony McGill (17 de julho de 1979) é o principal clarinetista da Orquestra Filarmónica de Nova Iorque. Foi também, durante 10 anos, o clarinetista principal da orquestra da Metropolitan Opera.